# Scud (cineasta)
Scud (nascido em 20 de março de 1967) é o nome profissional de Danny Cheng Wan-Cheung (chinês simplificado: 云翔; chinês tradicional: 雲翔), um produtor, roteirista e diretor de cinema de Hong Kong nascido em Guangzhou, China. Ele diz que escolheu o nome "Scud" para combinar com seu nome chinês, que se traduz em inglês como "Scudding Clouds". Seus filmes exploram temas um tanto tabus no cinema de Hong Kong, incluindo relações entre pessoas do mesmo sexo e consumo de drogas. Seu estilo de fazer filmes evita o cinismo ou o realismo corajoso e abraça a aceitação das escolhas de vida feitas por seus personagens, ao invés de uma busca por "soluções". Scud citou Pier Paolo Pasolini, Yukio Mishima, Pedro Almodóvar e Peter Greenaway como diretores que influenciaram seu trabalho.

## Vida e carreira
Scud foi criado por sua avó na China antes de se mudar para Hong Kong aos 13 anos. Após uma carreira de 20 anos em TI, ele fundou uma empresa de capital aberto e obteve o diploma de bacharel através de estudos de meio período na Open University of Hong Kong. Ele se mudou para a Austrália em 2001 para residência permanente. Em 2005, ele retornou a Hong Kong para abrir uma produtora de filmes, a Artwalker. Ele escreveu e produziu Mou ye chi sing (2008), depois tornou-se diretor de cinema de Yong jiu ju liu (2009), que, segundo ele, era um relato semiautobiográfico de sua própria vida, com muitas cenas e locações proporcionando um relato fiel dela, seguido por Amphetamine (2010). O quarto filme dele é Ai Hen Lan (2011), e o quinto, Voyage (2013), que é a primeira de suas histórias filmada quase inteiramente em inglês. O sexto chama-se Tung lau hap woo (2015), e o sétimo, San shi er li (2017), enquanto Naked Nation, a ser filmado maioritariamente na China, aguarda lançamento.
Em maio de 2022, Scud disse à Variety que planeja se aposentar do cinema e deixar Hong Kong após terminar dois filmes, Apostles e Bodyshop.

## Filmografia
| Nome do filme (traduzido)      | Nome do filme (chinês) | Ano de lançamento |
| ------------------------------ | ---------------------- | ----------------- |
| Mou ye chi sing                | 無野之城               | 2008              |
| Yong jiu ju liu                | 永久居留               | 2009              |
| Amphetamine                    | 安非他命               | 2010              |
| Ai Hen Lan                     | 愛很爛                 | 2011              |
| Voyage                         | 遊                     | 2013              |
| Tung lau hap woo               | 同流合烏               | 2015              |
| San shi er li                  | 三十儿立               | 2017              |
| Apostles                       |                        | 2022              |
| Bodyshop                       |                        | 2023              |
| Naked Nations: Hong Kong Tribe |                        | 2024              |

## Prêmios
Mou ye chi sing
- 2008 Hong Kong Film Critics Society Awards – Prêmio Filme de Mérito
- 2008 Hong Kong Film Critics Society Awards – Vencedor nos 7 Principais Filmes Sugeridos
- 2008 Taiwan Film Critics Society Awards – Vencedor dos 10 Melhores Filmes Chineses

Yong jiu ju liu 
- 10th Chinese Film Media Awards – Melhor Novo Ator.
- 33rd Hong Kong International Film Festival – Seleção Oficial.
- 20th Festival de Cinema Gay e Lésbico de Hong Kong – Seleção Oficial (Corte do Diretor).
- 10th Taipei Film Festival – Exibição Especial Reservada (Corte do Diretor).
- 25th Torino GLBT Film Festival – Seleção Oficial.

Amphetamine
- Indicação ao Teddy Award 2010 no Festival Internacional de Cinema de Berlim de 2010.
- 24th Teddy Award – Vice-campeão
- 34th Hong Kong International Film Festival – Filme de Encerramento
- 25th Torino GLBT Film Festival – Competição
- 46th Festival Internacional de Cinema de Chicago – Seleção Oficial
- 12th Festival Internacional do Rio de Janeiro – Seleção Oficial
- 30th Hawaii International Film Festival – Seleção Oficial
- 30th Prêmios Cinematográficos de Hong Kong – Indicação de Melhor Novo Ator

Ai Hen Lan
- 47th Festival Internacional de Cinema de Chicago – Seleção Oficial
- Philadelphia Q-Fest 2011 – Seleção Oficial

Voyage 
- 49th Festival Internacional de Cinema de Chicago – Seleção Oficial
- 1st Q Hugo Award
- 37th Mostra Internacional de Cinema de São Paulo – Seleção Oficial
- Kyoto International Film and Art Festival 2015 – Convite Especial

Tung lau hap woo
- 2nd New Director Film Festival – Seleção Oficial e Melhor Diretor Estrangeiro
- 27th Festival Internacional de Cinema de Palm Springs – Seleção Oficial
- 13th Outfest Fusion LGBT People of Color Film Festival – Seleção Oficial
- 31st Torino Gay & Lesbian Film Festival – Seleção Oficial
- 27th Festival de Cinema Gay e Lésbico de Hong Kong – Seleção Oficial
- 52nd Festival Internacional de Cinema de Chicago – Seleção Oficial
- 6th Fringe! Queer Film& Arts fest – Seleção Oficial